# Douglas Nicholls
Pour les articles homonymes, voir Nicholls.
Douglas  Ralph « Doug » Nicholls (9 décembre 1906 – 4 juin 1988), est un aborigène australien de la tribu des Yorta Yorta qui vivait au bord du Murray en Nouvelle-Galles du Sud et au Victoria.

## Biographie
Il fut athlète professionnel du Football australien et rencontra de nombreux problèmes de racisme. À la mort de sa mère, il se  rapprocha de la religion et devint pasteur et prédicateur du mouvement chrétien "Churches of Christ in Australia". Il fut un des premiers à prôner la réconciliation entre aborigènes et européens. Son oncle, William Cooper, l'a encouragé à s'impliquer dans la défense des droits des Indigènes. Cooper créa la Aborigines Advancement League (AAL) (Ligue pour la promotion des Aborigènes). En 1938, avec la participation de Nicholls, à l'occasion du 150e anniversaire de la First Fleet, l'AAL organisa une démonstration appelée "jour du deuil" (Day of Mourning) et lança un appel pour les droits civiques des Aborigènes.
Il travaille notamment avec Doris Blackburn sur l'émancipation des Aborigènes.
En 1958, il a aidé à établir le Conseil fédéral pour l'avancement des droits indigènes et des peuples d’Iles de Torres (FCAATSI), marquant le commencement d'une « conscience noire » nationale. Nicholls, Faith Bandler et FCAATSI menèrent une campagne pour obtenir une réforme constitutionnelle qui inclurait les Aborigènes dans le recensement national. En 1967, le premier ministre Harold Holt organisa un référendum pour inclure les Aborigènes dans le recensement national. Il obtint l'appui de plus de 90 % des électeurs.
En 1972, Nicholls fut le premier aborigène à être anobli et reçut son titre directement des mains de la reine à Londres.
Il fut Gouverneur d'Australie-Méridionale du 1er décembre 1976 au 30 avril 1977, date à laquelle il démissionna en raison de son état de santé. Il eut droit à des funérailles nationales.

## Distinctions
- Officier de l'Ordre de l'Empire britannique (OBE - 1968)[1]
- Chevalier (Knight Bachelor -1972)[2]
- Chevalier commandeur de l'Ordre royal de Victoria (KCVO - 1977)[3]